# 2:a gardesdivisionen (Tyskland)
2:a gardesdivisionen (tyska: 2. Garde-Division) var en tysk Infanteridivision som existerade mellan den 1870 och den 1919.

## Historia
2:a gardesdivisionen sattes upp till det fransk-tyska kriget 1870-1871 och deltog bland annat i slaget vid Gravelotte, slaget vid Sedan och belägringen av Paris. 
Divisionen som var en del av gardesstyrkorna var ursprungligen preussisk men överfördes till Kaiserliches Heer vid dess bildande 1871.

## Organisation under första världskriget
Förläggningsort inom parentes.

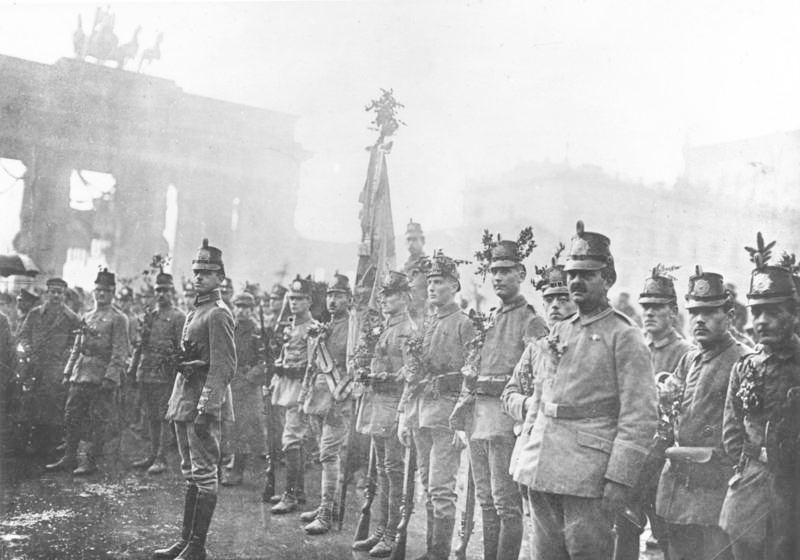
Hemkomna trupper ur Gardesskyttebataljonen vid Brandenburger Tor 1918.

- 3:e Gardesinfanteribrigaden (Berlin)
  - 1:a Gardesgrenadjärregementet "Kejsar Alexander" (Berlin)
  - 3:e Gardesgrenadjärregementet "Drottning Elisabeth" (Charlottenburg)
  - Gardesskyttebataljonen (Lichterfelde)
  - 1:a Gardeslantvärnsgrenadjärregementet (Görlitz och Lissa)
  - 3:e Gardeslantvärnsgrenadjärregementet (Breslau och Liegnitz)

- 4:e Gardesinfanteribrigaden (Berlin)
  - 2:a Gardesgrenadjärregementet "Kejsar Franz" (Berlin)
  - 4:e Gardesgrenadjärregementet "Drottning Augusta" (Berlin)
  - 2:a Gardeslantvärnsgrenadjärregementet (Hamm och Cassel)
  - 4:e Gardeslantvärnsgrenadjärregementet (Coblenz och Düsseldorf)

- 5:e Gardesinfanteribrigaden (Spandau)
  - 5:e Fotgardesregementet (Spandau)
  - 5:e Gardesgrenadjärregementet (Spandau)

- 2:a Gardesfältartilleribrigaden (Potsdam)
  - 2:a Gardesfältartilleriregementet (Potsdam)
  - 4:e Gardesfältartilleriregementet (Potsdam)

## Befälhavare
| Grad                          | Name                          | Tidsperiod                                  |
| ----------------------------- | ----------------------------- | ------------------------------------------- |
| Generallöjtnant               | Rudolph Otto von Budritzki    | 1870 - 1871                                 |
| Generallöjtnant               | Reinhard von Scheffer-Boyadel | 1906 - 1908                                 |
| Generalmajor                  | Dedo von Schenck              | 5 mars - 3 april 1908 (tillförordnad)       |
| Generallöjtnant               | Dedo von Schenck              | 4 april 1908 - 30 mars 1909                 |
| Generalmajor                  | Ewald von Lochow              | 1 april - 16 september 1909 (tillförordnad) |
| Generallöjtnant               | Ewald von Lochow              | 17 september 1909 - 12 september 1912       |
| Generallöjtnant               | Walther von Lüttwitz          | 29 juni - 24 september 1915                 |
| Generalmajor/Generallöjtnantt | Friedrich von Friedeburg      | 12 maj 1916 - 24 juni 1919                  |